# NGC 1392
NGC 1392 is een niet bestaand object in het sterrenbeeld Eridanus. Het hemelobject werd op 13 februari 1887 ontdekt door de Amerikaanse astronoom Lewis A. Swift.